# Space Channel 5: Special Edition
Space Channel 5: Special Edition est une compilation de jeux vidéo de rythme sortie exclusivement sur PlayStation 2 le 18 novembre 2003, uniquement aux États-Unis.
Elle a été développée par United Game Artists et éditée par Agetec, et fait partie de la série Space Channel 5.

## Contenu
Space Channel 5: Special Edition comprend les deux jeux suivants :
- Space Channel 5 ;
- Space Channel 5: Part 2.

## Réception

### Postérité
Une seconde compilation de jeux Sega, intitulée Dreamcast Collection et sortie en février 2011 sur Xbox 360 et Windows, contient Space Channel 5: Part 2.